# Franciszek Boroń

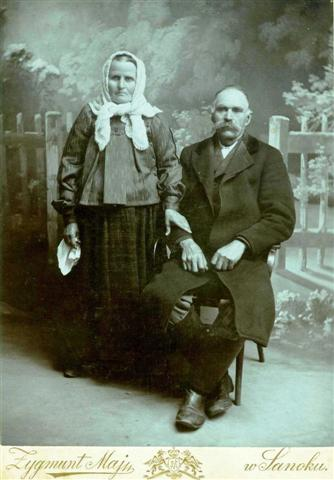
Rodzice: Wojciech (Adalbertus) Boroń z żoną Katarzyną z Dydków

Franciszek Boroń (ur. 10 lipca 1884 w Starej Wsi, zm. 11 czerwca 1972 w Krynicy-Zdroju) – polski pedagog, członek Wydziału Związku Drużyn Podhalańskich w 1914 roku.
Był jednym z jedenaściorga dzieci Wojciecha (Adalbertusa) i Katarzyny z Dydków, dzierżawców tzw. „folwarku biskupiego” (majątku ziemskiego biskupów tarnowskich) w Stareywsi, młodszym bratem Stanisława Boronia.
Około roku 1905 Franciszek Boroń ukończył Państwowe Seminarium Nauczycielskie i w październiku 1909 roku podjął pracę nauczyciela w Sieniawie, zostając pierwszym pedagogiem w tamtejszej szkole powszechnej, zorganizowanej w wynajętym budynku byłej karczmy. Dzięki jego usilnym staraniom już w roku 1910 powstały w Sieniawie: mała, wiejska biblioteka oraz kółko rolnicze, a w roku 1912 pierwszy rolniczy sklep. W tym samym roku z inicjatywy radnego Franciszka Boronia rozpoczęto budowę dwuklasowej szkoły podstawowej, którą oddano do użytku w październiku 1913 roku.
Jako poddany cesarza Franciszka Józefa Habsburga okres I wojny światowej spędził w szeregach c. i k. armii operującej na froncie rosyjskim. Po odzyskaniu przez Polskę niepodległości wrócił do cywila i swojego przedwojennego miejsca pracy oraz poślubił Marię Kumorowiankę z Brzozowa (miało to miejsce na początku lat dwudziestych XX wieku).
Po wygraniu konkursu na kierownika szkoły powszechnej w Krynicy-Zdroju, w sierpniu 1925 roku, został przeniesiony wraz z rodziną do nowego miejsca pracy; dosłownie, ponieważ rodzina Boroniów (licząca na początku lat dwudziestych 4 osoby, bowiem na świat przyszli już: córka Felicja i syn Juliusz) zamieszkała w budynku szkoły (obecnie siedziba Krynickiego Oddziału PTTK).
Od początku swej działalności pedagogiczno-organizatorskiej Franciszek Boroń stał się inicjatorem szkolnictwa podstawowego połączonego z następującą po nim edukacją zawodową. Był pierwszym dyrektorem „krynickiej zawodówki”, poprzedniczki Zespołu Szkół Zawodowych im. Mikołaja Kopernika w Krynicy-Zdroju (obecnie: Zespół Szkół Ponadgimnazjalnych im. Jana Pawła II). Placówką kierował od chwili jej powstania w 1925 do dnia przejścia na emeryturę w roku 1948.
Za zasługi w pracy zawodowej i społecznej Franciszek Boroń był odznaczony m.in. Medalem Niepodległości (1932), Odznaką Honorową III Stopnia (1933) oraz Brązowym i Srebrnym Medalem Za Długoletnią Służbę (1938).